# アカデミー脚色賞
アカデミー脚色賞（アカデミーきゃくしょくしょう、Academy Award for Writing Adapted Screenplay）は、アカデミー賞の部門のひとつで、小説や舞台劇など原作を脚色した作品におくられる賞である。また、過去の映画の続編やリメイク作品もこの部門の対象である。
逆に、原作がない独自(オリジナル)の脚本でつくられた作品については、アカデミー脚本賞(Academy Award for Writing Original Screenplay)がおくられる。

## 受賞及び候補者一覧

### 1920年代
| 年                       | 作品名                     | 候補選出者 | 脚色元 |
| ------------------------ | -------------------------- | --- | ------ |
| 1927/28年 （第1回）      |                            | |        |
| 第七天国                 | ベンジャミン・グレイザー   | オースティン・ストロングの舞台『Seventh Heaven』                                                                                     |        |
| 祖国の叫び               | アンソニー・コールドウェイ | リダ・ジョンソン・ヤングの舞台『Glorious Betsy』                                                                                     |        |
| ジャズ・シンガー         | アルフレッド・A・コーン    | サムソン・ラファエルソンの舞台『Day of Atonement』                                                                                   |        |
| 1928/29年 （第2回）      |                            | |        |
| The Patriot              | ハンス・クレイリー         | アルフレッド・ニューマンの舞台『Der Patriot』のアシュレイ・デュークスによる翻訳 ディミトリー・メレシュコフスキーの短編小説『Paul I』 |        |
| The Cop                  | エリオット・J・クローソン  | — （オリジナル） |        |
| 懐しのアリゾナ           | トム・バリー               | オー・ヘンリーの短編小説『The Caballero's Way』                                                                                      |        |
| The Last of Mrs. Cheyney | ハンス・クレイリー         | フレデリック・ロンズデールの舞台『The Last of Mrs. Cheyney』                                                                         |        |
| 脱走兵物語               | エリオット・J・クローソン  | — （オリジナル） |        |
| 踊る娘達                 | ジョセフィン・ラヴェット   | — （オリジナル） |        |
| Sal of Singapore         | エリオット・J・クローソン  | デール・コリンズの短編小説『The Sentimentalists』                                                                                    |        |
| Skyscraper               | エリオット・J・クローソン  | ダッドリー・マーフィーの原案 |        |
| The Valiant              | トム・バリー               | ホルウォーシー・ホール and ロバート・ミドルマスの舞台『The Valiant』                                                                 |        |
| 恋多き女                 | ベス・メレディス           | マイケル・アーレンの小説『The Green Hat』                                                                                            |        |
| Wonder of Women          | ベス・メレディス           | ヘルマン・ズーダーマンの小説『Die Frau des Steffen Tromholt』                                                                        |        |

### 1930年代
| 年                                  | 作品名 | 脚本家                                                                                 | 脚色元 |
| ----------------------------------- | --- | -------------------------------------------------------------------------------------- | ------ |
| 1929/30年 （第3回）                 | |                                                                                        |        |
| ビッグ・ハウス                      | フランシス・マリオン | – （オリジナル）                                                                       |        |
| 西部戦線異状なし                    | マクスウェル・アンダーソン（脚色/ダイアログ） ジョージ・アボット（脚本） デル・アンドリュース（脚色）                                                                         | エーリヒ・マリア・レマルクの小説『西部戦線異状なし』                                   |        |
| Disraeli                            | ジュリアン・ジョセフソン | ルイス・N・パーカーの舞台『Disraeli』                                                  |        |
| 結婚双紙                            | ジョン・ミーハン | アースラ・パーロットの小説『前妻』                                                     |        |
| 命を賭ける男                        | ハワード・エスタブルック | オリヴァー・H・P・ギャレットの原案                                                     |        |
| 1930/31年 （第4回）                 | |                                                                                        |        |
| シマロン                            | ハワード・エスタブルック | エドナ・ファーバーの小説『Cimarron』                                                   |        |
| 光に叛く者                          | シートン・I・ミラー フレッド・ニブロ・Jr | マーティン・フレーヴィンの舞台『The Criminal Code』                                    |        |
| Holiday                             | ホレイス・ジャクソン | フィリップ・バリーの舞台『Holiday』                                                    |        |
| 犯罪王リコ                          | フランシス・エドワード・ファラゴー（映画版/ダイアログ） ロバート・N・リー（コンティニュティ）                                                                                 | ウィリアム・R・バーネットの小説『Little Caesar』                                       |        |
| スキピイ                            | ジョーゼフ・L・マンキーウィッツ サム・ミンツ | パーシー・クロスビーのコミック・ストリップ『Skippy』                                   |        |
| 1931/32年 （第5回）                 | |                                                                                        |        |
| バッド・ガール                      | エドウィン・バーク | ヴィナ・デルマーの小説『Bad Girl』 ヴィナ・デルマーの舞台『Bad Girl』                  |        |
| 人類の戦士                          | シドニー・ハワード | シンクレア・ルイスの小説『アロウスミスの生涯』                                         |        |
| ジキル博士とハイド氏                | パーシー・ヒース サミュエル・ホッフェンスタイン | ロバート・ルイス・スティーヴンソンの小説『ジキル博士とハイド氏』                       |        |
| 1932/33年 （第6回）                 | |                                                                                        |        |
| 若草物語                            | サラ・Y・メイソン ヴィクター・ヒアマン | ルイーザ・メイ・オルコットの小説『若草物語』                                           |        |
| 一日だけの淑女                      | ロバート・リスキン | デイモン・ラニアンの短編小説『Madame la Gimp』                                         |        |
| あめりか祭                          | ソニア・レヴィン ポール・グリーン | フィル・ストングの小説『ステート・フェア』                                             |        |
| 1934年 （第7回）                    | |                                                                                        |        |
| 或る夜の出来事                      | ロバート・リスキン | サミュエル・ホプキンス・アダムズの短編小説『夜行バス』                                 |        |
| 影なき男                            | フランシス・グッドリッチ アルバート・ハケット | ダシール・ハメットの小説『影なき男』                                                   |        |
| 奇傑パンチョ                        | ベン・ヘクト | エッジカム・ピンチョン、O・B・ステイドの書籍『Viva Villa!』                            |        |
| 1935年 （第8回）                    | |                                                                                        |        |
| 男の敵                              | ダドリー・ニコルズ（受賞拒否） | リーアム・オフラハティの小説『The Informer』                                           |        |
| ベンガルの槍騎兵                    | ウォルデマー・ヤング（脚本） ジョン・L・ボルダーストン（脚本） アクメッド・アブデュラ（脚本） グローヴァー・ジョーンズ（脚色） ウィリアム・スレイヴァンス・マクナット（脚色） | フランシス・イエーツ＝ブラウンの小説『The Lives of a Bengal Lancer』                   |        |
| 戦艦バウンティ号の叛乱              | タルボット・ジェニングス ジュールス・ファースマン ケイリー・ウィルソン | チャールズ・ノードホフ、ジェームズ・ノーマン・ホールの小説『Mutiny on the Bounty』     |        |
| 海賊ブラッド（書き入れ候補）（3位） | ケイシー・ロビンソン | ラファエル・サバチニの小説『Captain Blood』                                            |        |
| 1936年 （第9回）                    | |                                                                                        |        |
| 科学者の道                          | シェリダン・ギブニー ピエール・コリングス | – （オリジナル）                                                                       |        |
| 夕陽特急                            | フランセス・グッドリッチ アルバート・ハケット | ダシール・ハメットの原案                                                               |        |
| 孔雀夫人                            | シドニー・ハワード | シンクレア・ルイスの小説『Dodsworth』を原作としたシドニー・ハワードの舞台『Dodsworth』 |        |
| オペラハット                        | ロバート・リスキン | クラレンス・バディントン・ケラードの短編小説『Opera Hat』                              |        |
| 襤褸と宝石                          | エリック・ハッチ モリー・リスキンド | エリック・ハッチの短編小説『1101 Park Avenue』                                         |        |
| 1937年 （第10回）                   | |                                                                                        |        |
| ゾラの生涯                          | ノーマン・ライリー・レイン ハインツ・ヘラルド ゲザ・ハーゼック | マッシュウ・ジョゼフスンの書籍『Zola and His Time』                                    |        |
| 新婚道中記                          | アーサー・リッチマン | アーサー・リッチマンの舞台『The Awful Truth』                                          |        |
| 我は海の子                          | ジョン・リー・メイヒン マーク・コネリー デイル・ヴァン・エヴェリー | ラドヤード・キップリングの小説『勇ましい船長』                                         |        |
| ステージ・ドア                      | モリー・リスキンド アンソニー・ヴェイラー | エドナ・ファーバー、ジョージ・S・カウフマンの舞台『Stage Door』                        |        |
| スタア誕生                          | ロバート・カーソン ドロシー・パーカー アラン・キャンベル | ウィリアム・A・ウェルマン、ロバート・カーソンの原案                                    |        |
| 1938年 （第11回）                   | |                                                                                        |        |
| ピグマリオン                        | イアン・ダルリンプル セシル・ルイス（シナリオ） W・P・リップスコーム（シナリオ） ジョージ・バーナード・ショー（シナリオ/ダイアログ）                                          | ジョージ・バーナード・ショーの舞台『ピグマリオン』                                     |        |
| 少年の町                            | ジョン・ミーハン ドア・シャリー | ドア・シャリー、エリザベス・ヒルの原案                                                 |        |
| 城砦                                | イアン・ダルリンプル フランク・ウィード エリザベス・ヒル | A・J・クローニンの小説『城砦』                                                         |        |
| 四人の姉妹                          | レノア・コフィ ジュリアス・J・エプスタイン | ファニー・ハーストの小説『Sister Act』                                                 |        |
| 我が家の楽園                        | ロバート・リスキン | ジョージ・S・カウフマン、モス・ハートの舞台『You Can't Take It with You』              |        |
| 1939年 （第12回）                   | |                                                                                        |        |
| 風と共に去りぬ                      | シドニー・ハワード（死後の受賞） | マーガレット・ミッチェルの小説『風と共に去りぬ』                                       |        |
| チップス先生さようなら              | ロバート・C・シェリフ クローディン・ウェスト エリック・マシュウィッツ | ジェームズ・ヒルトンの小説『チップス先生さようなら』                                   |        |
| スミス都へ行く                      | シドニー・バックマン | ルイス・R・フォスターの原作『ミネソタから来た紳士』                                    |        |
| ニノチカ                            | チャールズ・ブラケット ビリー・ワイルダー ワルター・ライシュ | レンジェル・メニヘールトの原案                                                         |        |
| 嵐が丘                              | チャールズ・マッカーサー ベン・ヘクト | エミリー・ブロンテの小説『嵐が丘』                                                     |        |

### 1940年代
| 年                       | 作品名                                                                                    | 脚本家 | 脚色元 |
| ------------------------ | ----------------------------------------------------------------------------------------- | --- | ------ |
| 1940年 （第13回）        |                                                                                           | |        |
| フィラデルフィア物語     | ドナルド・オグデン・スチュワート                                                          | フィリップ・バリーの舞台『The Philadelphia Story』                                                                          |        |
| 怒りの葡萄               | ナナリー・ジョンソン                                                                      | ジョン・スタインベックの小説『怒りの葡萄』                                                                                  |        |
| 恋愛手帖                 | ダルトン・トランボ                                                                        | クリストファー・モーリーの小説『Kitty Foyle』                                                                               |        |
| 果てなき航路             | ダドリー・ニコルズ                                                                        | ユージン・オニールの短編劇 『The Moon of the Caribees』 『In the Zone』 『Bound East for Cardiff』 『The Long Voyage Home』 |        |
| レベッカ                 | ロバート・E・シャーウッド ジョーン・ハリソン                                              | ダフニ・デュ・モーリエの小説『レベッカ』                                                                                    |        |
| 1941年 （第14回）        |                                                                                           | |        |
| 幽霊紐育を歩く           | シートン・I・ミラー シドニー・バックマン                                                  | ハリー・シーガルの舞台『天国は待ってくれる』                                                                                |        |
| Hold Back the Dawn       | チャールズ・ブラケット ビリー・ワイルダー                                                 | ケッティ・フリングスの原案『Memo to a Movie Producer』                                                                      |        |
| わが谷は緑なりき         | フィリップ・ダン                                                                          | リチャード・レウェインの小説『How Green Was My Valley』                                                                     |        |
| 偽りの花園               | リリアン・ヘルマン                                                                        | リリアン・ヘルマンの舞台『子狐たち』                                                                                        |        |
| マルタの鷹               | ジョン・ヒューストン                                                                      | ダシール・ハメットの小説『マルタの鷹』                                                                                      |        |
| 1942年 （第15回）        |                                                                                           | |        |
| ミニヴァー夫人           | ジョージ・フローシェル ジェームズ・ヒルトン クローディン・ウエスト アーサー・ウィンペリス | ジャン・ストラッサーの新聞コラムのキャラクター                                                                              |        |
| 潜水艦轟沈す             | ロドニー・アックランド エメリック・プレスバーガー                                         | エメリック・プレスバーガーの原案                                                                                            |        |
| 打撃王                   | ハーマン・J・マンキーウィッツ ジョー・スワーリング                                        | ポール・ギャリコの原案 |        |
| 心の旅路                 | クローディン・ウェスト ジョージ・フローシェル アーサー・ウィンペリス                      | ジェームズ・ヒルトンの小説『心の旅路』                                                                                      |        |
| 希望の降る街             | シドニー・バックマン アーウィン・ショー                                                   | シドニー・ハーモンの原案 |        |
| 1943年 （第16回）        |                                                                                           | |        |
| カサブランカ             | フィリップ・G・エプスタイン ジュリアス・J・エプスタイン ハワード・コッチ                  | マレイ・バーネット、ジョアン・アリスンの舞台 『みんなリックの店にやって来る』                                               |        |
| 浮世はなれて             | ナナリー・ジョンソン                                                                      | アーノルド・ベネットの小説『Buried Alive』                                                                                  |        |
| The More the Merrier     | リチャード・フローノイ ルイス・R・フォスター フランク・ロス ロバート・ラッセル            | フランク・ロス、ロバート・ラッセルの原案                                                                                    |        |
| 聖処女                   | ジョージ・シートン                                                                        | フランツ・ヴェルフェルの小説『ベルナデットの歌』                                                                            |        |
| ラインの監視             | ダシール・ハメット                                                                        | リリアン・ヘルマンの舞台『ラインの監視』                                                                                    |        |
| 1944年 (第17回)          |                                                                                           | |        |
| 我が道を往く             | フランク・バトラー フランク・キャヴェット                                                 | レオ・マッケリーの原案 |        |
| 深夜の告白               | ビリー・ワイルダー レイモンド・チャンドラー                                               | ジェームズ・M・ケインの小説『Double Indemnity in Three of a Kind』                                                          |        |
| ガス燈                   | ジョン・ヴァン・ドルーテン ウォルター・ライシュ ジョン・L・ボルダーストン                 | パトリック・ハミルトンの舞台『ガス燈』                                                                                      |        |
| ローラ殺人事件           | ジェイ・ドラトラー サミュエル・ホッフェンシュタイン エリザベス・ラインハルト              | ヴェラ・キャスパリーの小説『Laura』                                                                                         |        |
| 若草の頃                 | フレッド・F・フィンクルホフ アーヴィング・ブレッチャー                                    | サリー・ベンソンの小説『Meet Me in St. Louis』                                                                              |        |
| 1945年 （第18回）        |                                                                                           | |        |
| 失われた週末             | チャールズ・ブラケット ビリー・ワイルダー                                                 | チャールズ・R・ジャクソンの小説『The Lost Weekend』                                                                         |        |
| ミルドレッド・ピアース   | ラナルド・マクドゥガル                                                                    | ジェームズ・M・ケインの小説『Mildred Pierce』                                                                               |        |
| Pride of the Marines     | アルバート・マルツ                                                                        | ロジャー・バターフィールドの書籍『Al Schmid, Marine』                                                                       |        |
| G・I・ジョウ             | レオポルド・アトラス ガイ・エンドア フィリップ・スティーヴンソン                          | アーニー・パイルの書籍『Brave Men』 アーニー・パイルの書籍『Here Is Your War』                                              |        |
| ブルックリン横丁         | フランク・デイヴィス テス・スレシンジャー（死後のノミネート）                             | ベティ・スミスの小説『A Tree Grows in Brooklyn』                                                                            |        |
| 1946年 （第19回）        |                                                                                           | |        |
| 我等の生涯の最良の年     | ロバート・E・シャーウッド                                                                 | マッキンレー・カンターの小説『Glory for Me』                                                                                |        |
| アンナとシャム王         | タルボット・ジェニングス サリー・ベンソン                                                 | マーガレット・ランドンの小説『Anna and the King of Siam』                                                                   |        |
| 逢びき                   | アンソニー・ハヴロック＝アラン デヴィッド・リーン ロナルド・ニーム                        | ノエル・カワードの舞台『静物画』                                                                                            |        |
| 殺人者                   | アンソニー・ヴェイラー                                                                    | アーネスト・ヘミングウェイの短編小説『殺し屋』                                                                              |        |
| 無防備都市               | セルジオ・アミデイ フェデリコ・フェリーニ                                                 | セルジオ・アミデイ、アルベルト・コンシーリオの原案                                                                          |        |
| 1947年 （第20回）        |                                                                                           | |        |
| 三十四丁目の奇蹟         | ジョージ・シートン                                                                        | ヴァレンタイン・デイヴィスの原案                                                                                            |        |
| 影なき殺人               | リチャード・マーフィ                                                                      | アンソニー・アボットの『リーダーズ・ダイジェスト』の記事                                                                    |        |
| 十字砲火                 | ジョン・パクストン                                                                        | リチャード・ブルックスの小説『The Brick Foxhole』                                                                           |        |
| 紳士協定                 | モス・ハート                                                                              | ローラ・Z・ホブソンの小説『Gentleman's Agreement』                                                                          |        |
| 大いなる遺産             | デヴィッド・リーン ロナルド・ニーム アンソニー・ハヴロック＝アラン                        | チャールズ・ディケンズの小説『大いなる遺産』                                                                                |        |
| 1948年 （第21回）        |                                                                                           | |        |
| 黄金                     | ジョン・ヒューストン                                                                      | B・トレイヴンの小説『黄金』                                                                                                 |        |
| 異国の出来事             | チャールズ・ブラケット ビリー・ワイルダー リチャード・L・ブリーン                         | デヴィッド・ショウの原案 |        |
| ジョニー・ベリンダ       | アレン・ヴィンセント イルムガード・フォン・クーベ                                         | エルマー・ハリスの舞台『Johnny Belinda』                                                                                    |        |
| 山河遥かなり             | リチャード・シュヴァイザー デイヴィッド・ウェクスラー                                     | – （オリジナル） |        |
| 蛇の穴                   | フランク・パートス ミレン・ブランド                                                       | メアリー・ジェーン・ウォードの小説『The Snake Pit』                                                                         |        |
| 1949年 （第22回）        |                                                                                           | |        |
| 三人の妻への手紙         | ジョーゼフ・L・マンキーウィッツ                                                           | ジョン・クレンプナーの小説『五人の妻への手紙』                                                                              |        |
| オール・ザ・キングスメン | ロバート・ロッセン                                                                        | ロバート・ペン・ウォーレン小説『すべて王の臣』                                                                              |        |
| 自転車泥棒               | チェーザレ・ザヴァッティーニ                                                              | ルイジ・バルトリーニの小説『Bicycle Thief』                                                                                 |        |
| チャンピオン             | カール・フォアマン                                                                        | リング・ラードナーの短編小説『Champion』                                                                                    |        |
| 落ちた偶像               | グレアム・グリーン                                                                        | グレアム・グリーンの短編小説『The Basement Room』                                                                           |        |

### 1950年代
| 年                       | 作品名                                                                                  | 脚本家 | 脚色元 |
| ------------------------ | --------------------------------------------------------------------------------------- | --- | ------ |
| 1950年 （第23回）        |                                                                                         | |        |
| イヴの総て               | ジョーゼフ・L・マンキーウィッツ                                                         | メアリー・オルの短編小説『The Wisdom of Eve』                                                                                |        |
| アスファルト・ジャングル | ベン・マドウ ジョン・ヒューストン                                                       | W・R・バーネットの小説『アスファルトジャングル』                                                                             |        |
| ボーン・イエスタデイ     | アルバート・マンハイマー                                                                | ガーソン・ケニンの舞台『Born Yesterday』                                                                                     |        |
| 折れた矢                 | アルバート・マルツ（マイケル・ブランクフォート名義）                                    | エリオット・アーノルドの小説『Blood Brother』                                                                                |        |
| 花嫁の父                 | フランシス・グッドリッチ アルバート・ハケット                                           | エドワード・ストリーターの小説『花嫁の父』                                                                                   |        |
| 1951年 （第24回）        |                                                                                         | |        |
| 陽のあたる場所           | マイケル・ウィルソン、ハリー・ブラウン                                                  | セオドア・ドライサーの小説『アメリカの悲劇』 パトリック・カーニーの舞台『An American Tragedy』                               |        |
| アフリカの女王           | ジェームズ・エイジー ジョン・ヒューストン                                               | セシル・スコット・フォレスターの小説『アフリカの女王』                                                                       |        |
| 探偵物語                 | フィリップ・ヨーダン ロバート・ワイラー                                                 | シドニー・キングスレーの舞台『探偵物語』                                                                                     |        |
| 輪舞                     | ジャック・ナタンソン マックス・オフュルス                                               | アルトゥル・シュニッツラーの舞台『輪舞』                                                                                     |        |
| 欲望という名の電車       | テネシー・ウィリアムズ                                                                  | テネシー・ウィリアムズの舞台『欲望という名の電車』                                                                           |        |
| 1952年 （第25回）        |                                                                                         | |        |
| 悪人と美女               | チャールズ・シュニー                                                                    | ジョージ・ブラッドショーの原案『Tribute to a Badman』                                                                        |        |
| 五本の指                 | マイケル・ウィルソン                                                                    | L・C・モイツィシュの回顧録『Operation Cicero』                                                                               |        |
| 真昼の決闘               | カール・フォアマン                                                                      | ジョン・W・カニンガムの原案『The Tin Star』                                                                                  |        |
| 白衣の男                 | ロジャー・マクドゥガル ジョン・ダイトン アレクサンダー・マッケンドリック                | ロジャー・マクドゥガルの舞台『The Man in the White Suit』                                                                    |        |
| 静かなる男               | フランク・C・ニュージェント                                                             | モーリス・ウォルシュの原案『Green Rushes』                                                                                   |        |
| 1953年 （第26回）        |                                                                                         | |        |
| 地上より永遠に           | ダニエル・タラダッシュ                                                                  | ジェームズ・ジョーンズの小説『地上より永遠に』                                                                               |        |
| 怒りの海                 | エリック・アンブラー                                                                    | ニコラス・モンサラットの小説『非情の海』                                                                                     |        |
| リリー                   | ヘレン・ドイッチュ                                                                      | ポール・ギャリコの小説『七つの人形の恋物語』                                                                                 |        |
| ローマの休日             | イアン・マクレラン・ハンター ジョン・ダイトン                                           | ダルトン・トランボの原案（イアン・マクレラン・ハンター名義）                                                                 |        |
| シェーン                 | A・B・ガスリー・Jr                                                                      | ジャック・シェーファーの小説『シェーン』                                                                                     |        |
| 1954年 （第27回）        |                                                                                         | |        |
| 喝采                     | ジョージ・シートン                                                                      | クリフォード・オデッツの舞台『喝采』                                                                                         |        |
| ケイン号の叛乱           | スタンリー・ロバーツ                                                                    | ハーマン・ウォークの小説『ケイン号の叛乱』                                                                                   |        |
| 裏窓                     | ジョン・マイケル・ヘイズ                                                                | ウィリアム・アイリッシュの短編小説『裏窓』                                                                                   |        |
| 麗しのサブリナ           | ビリー・ワイルダー サミュエル・テイラー アーネスト・レーマン                            | サミュエル・テイラーの小説『サブリナ・フェア』                                                                               |        |
| 掠奪された七人の花嫁     | アルバート・ハケット フランシス・グッドリッチ ドロシー・キングスレー                    | スティーヴン・ヴィンセント・ベネットの原案『The Sobbin' Women』                                                              |        |
| 1955年 （第28回）        |                                                                                         | |        |
| マーティ                 | パディ・チャイエフスキー                                                                | パディ・チャイエフスキー脚本のテレビ番組『マーティ』                                                                         |        |
| 日本人の勲章             | ミラード・カウフマン                                                                    | ハワード・ブレスリンの短篇小説『Bad Time at Honda』                                                                          |        |
| 暴力教室                 | リチャード・ブルックス                                                                  | エド・マクベインの小説『暴力教室』                                                                                           |        |
| エデンの東               | ポール・オスボーン                                                                      | ジョン・スタインベックの小説『エデンの東』                                                                                   |        |
| 情欲の悪魔               | ダニエル・フックス イソベル・レナート                                                   | ダニエル・フックスの原案 |        |
| 1956年 （第29回）        |                                                                                         | |        |
| 八十日間世界一周         | S・J・ペレルマン ジェームズ・ポー ジョン・ファロー                                      | ジュール・ヴェルヌの小説『八十日間世界一周』                                                                                 |        |
| ベビイドール             | テネシー・ウィリアムズ                                                                  | テネシー・ウィリアムズの舞台『Twenty-seven Wagons Full of Cotton』 テネシー・ウィリアムズの舞台『The Unsatisfactory Supper』 |        |
| 友情ある説得             | マイケル・ウィルソン（最終的に投票対象から除外）                                        | ジェサミン・ウェストの小説『友情ある説得』                                                                                   |        |
| ジャイアンツ             | フレッド・ジュイオル アイヴァン・モファット                                             | エドナ・ファーバーの小説『ジャイアンツ』                                                                                     |        |
| 炎の人ゴッホ             | ノーマン・コーウィン                                                                    | アーヴィング・ストーンの小説『人生への情熱 若きゴッホ』                                                                      |        |
| 1957年 （第30回）        |                                                                                         | |        |
| 戦場にかける橋           | カール・フォアマン（ピエール・ブール名義） マイケル・ウィルソン（ピエール・ブール名義） | ピエール・ブールの小説『戦場にかける橋』                                                                                     |        |
| 白い砂                   | ジョン・ヒューストン ジョン・リー・メイヒン                                             | チャールズ・ショウの小説『Heaven Knows, Mr. Allison』                                                                        |        |
| 青春物語                 | ジョン・マイケル・ヘイズ                                                                | グレイス・メタリアスの小説『Peyton Place』                                                                                   |        |
| サヨナラ                 | ポール・オズボーン                                                                      | ジェームズ・ミッチェナーの小説『サヨナラ 愛と戦争の物語』                                                                    |        |
| 十二人の怒れる男         | レジナルド・ローズ                                                                      | レジナルド・ローズ脚本のテレビ番組『十二人の怒れる男』                                                                       |        |
| 1958年 （第31回）        |                                                                                         | |        |
| 恋の手ほどき             | アラン・ジェイ・ラーナー                                                                | コレットの小説『ジジ』 |        |
| 熱いトタン屋根の猫       | リチャード・ブルックス ジェームズ・ポー                                                 | テネシー・ウィリアムズの舞台『熱いトタン屋根の猫』                                                                           |        |
| The Horse's Mouth        | アレック・ギネス                                                                        | ジョイス・ケアリーの小説『The Horse's Mouth』                                                                                |        |
| 私は死にたくない         | ネルソン・ギディング ドン・マンキーウィッツ                                             | エド・モンゴメリーの記事 バーバラ・グレアムの手紙                                                                            |        |
| 旅路                     | ジョン・ゲイ テレンス・ラティガン                                                       | テレンス・ラティガンの舞台『銘々のテーブル』                                                                                 |        |
| 1959年 （第32回）        |                                                                                         | |        |
| 年上の女                 | ニール・パターソン                                                                      | ジョン・ブレインの小説『年上の女』                                                                                           |        |
| 或る殺人                 | ウェンデル・メイズ                                                                      | ロバート・トレイバーの小説『錯乱』                                                                                           |        |
| ベン・ハー               | カール・タンバーグ                                                                      | ルー・ウォーレスの小説『ベン・ハー』                                                                                         |        |
| 尼僧物語                 | ロバート・アンダーソン                                                                  | キャサリン・ヒュームの小説『The Nun's Story』                                                                                |        |
| お熱いのがお好き         | ビリー・ワイルダー I・A・L・ダイアモンド                                                | M・ローガン、ロバート・ソーレンの原案                                                                                        |        |

### 1960年代
| 年                                                                                | 作品名                                                                             | 脚本家 | 脚色元 |
| --------------------------------------------------------------------------------- | ---------------------------------------------------------------------------------- | --- | ------ |
| 1960年 （第33回）                                                                 |                                                                                    | |        |
| エルマー・ガントリー/魅せられた男                                                 | リチャード・ブルックス                                                             | シンクレア・ルイスの小説『エルマー・ガントリー』                                                              |        |
| 風の遺産                                                                          | ネドリック・ヤング（ネイサン・E・ダグラス名義） ハロルド・ジェイコブ・スミス       | ジェローム・ローレンス、ロバート・エドウィン・リーの舞台『Inherit the Wind』                                  |        |
| 息子と恋人                                                                        | T・E・B・クラーク ギャヴィン・ランバート                                           | デーヴィッド・ハーバート・ローレンスの小説『息子と恋人』                                                      |        |
| サンダウナーズ                                                                    | イソベル・レナート                                                                 | ジョン・クリアリーの小説『The Sundowners』                                                                    |        |
| Tunes of Glory                                                                    | ジェームズ・ケナウェイ                                                             | ジェームズ・ケナウェイの小説『Tunes of Glory』                                                                |        |
| 1961年 （第34回）                                                                 |                                                                                    | |        |
| ニュールンベルグ裁判                                                              | アビー・マン                                                                       | アビー・マン脚本のテレビ番組『Judgment at Nuremberg』                                                         |        |
| ティファニーで朝食を                                                              | ジョージ・アクセルロッド                                                           | トルーマン・カポーティの小説『ティファニーで朝食を』                                                          |        |
| ナヴァロンの要塞                                                                  | カール・フォアマン                                                                 | アリステア・マクリーンの小説『ナヴァロンの要塞』                                                              |        |
| ハスラー                                                                          | シドニー・キャロル ロバート・ロッセン                                              | ウォルター・テヴィスの小説『ハスラー』                                                                        |        |
| ウエスト・サイド物語                                                              | アーネスト・レーマン                                                               | アーサー・ローレンツ台本、スティーヴン・ソンドハイム作詞の舞台『ウエスト・サイド物語』                        |        |
| 1962年 （第35回）                                                                 |                                                                                    | |        |
| アラバマ物語                                                                      | ホートン・フート                                                                   | ハーパー・リーの小説『アラバマ物語』                                                                          |        |
| リサの瞳のなかに                                                                  | エレノア・ペリー                                                                   | セオドア・アイザック・ルービンの小説『Lisa and David』                                                        |        |
| アラビアのロレンス                                                                | ロバート・ボルト マイケル・ウィルソン（元々投票されず）                            | トーマス・エドワード・ロレンスの原稿                                                                          |        |
| ロリータ                                                                          | ウラジーミル・ナボコフ                                                             | ウラジーミル・ナボコフの小説『ロリータ』                                                                      |        |
| 奇跡の人                                                                          | ウィリアム・ギブスン                                                               | ウィリアム・ギブスンの舞台『奇跡の人』                                                                        |        |
| 1963年 （第36回）                                                                 |                                                                                    | |        |
| トム・ジョーンズの華麗な冒険                                                      | ジョン・オズボーン                                                                 | ヘンリー・フィールディングの小説『トム・ジョーンズ』                                                          |        |
| ニューマンという男                                                                | ヘンリー・エフロン フィービー・エフロン リチャード・L・ブリーン                    | レオ・ロステンの小説『Captain Newman, M.D.』                                                                  |        |
| ハッド                                                                            | アーヴィング・ラヴェッチ ハリエット・フランク・Jr                                  | ラリー・マクマートリーの小説『Horseman, Pass By』                                                             |        |
| 野のユリ                                                                          | ジェームズ・ポー                                                                   | ウィリアム・エドマンド・バレッの小説『Lilies of the Field』                                                   |        |
| シベールの日曜日                                                                  | セルジュ・ブールギニョン（シナリオ/ダイアログ） アントワーヌ・チュダル（シナリオ） | ベルナール・エシャスリオーの小説『Les Dimanches de Ville d'Avray』                                            |        |
| 1964年 （第37回）                                                                 |                                                                                    | |        |
| ベケット                                                                          | エドワード・アンハルト                                                             | ジャン・アヌイの舞台『Becket』                                                                                |        |
| 博士の異常な愛情 または私は如何にして心配するのを止めて水爆を愛するようになったか | スタンリー・キューブリック テリー・サザーン ピーター・ジョージ                     | ピーター・ジョージの小説『Red Alert』                                                                         |        |
| メリー・ポピンズ                                                                  | ビル・ウォルシュ ドン・ダグラディ                                                  | パメラ・トラバースの『メアリー・ポピンズ』シリーズ                                                            |        |
| マイ・フェア・レディ                                                              | アラン・ジェイ・ラーナー                                                           | アラン・ジェイ・ラーナー台本の舞台『マイ・フェア・レディ』 ジョージ・バーナード・ショーの舞台『ピグマリオン』 |        |
| その男ゾルバ                                                                      | マイケル・カコヤニス                                                               | ニコス・カザンザキスの小説『その男ゾルバ』                                                                    |        |
| 1965年 （第38回）                                                                 |                                                                                    | |        |
| ドクトル・ジバゴ                                                                  | ロバート・ボルト                                                                   | ボリス・パステルナークの小説『ドクトル・ジバゴ』                                                              |        |
| キャット・バルー                                                                  | フランク・ピアソン ウォルター・ニューマン                                          | ロイ・チャンスラーの小説『The Ballad of Cat Ballou』                                                          |        |
| コレクター                                                                        | スタンリー・マン ジョン・コーン                                                    | ジョン・ファウルズの小説『コレクター』                                                                        |        |
| 愚か者の船                                                                        | アビー・マン                                                                       | キャサリン・アン・ポーターの小説『愚か者の船』                                                                |        |
| 裏街・太陽の天使                                                                  | ハーブ・ガードナー                                                                 | ハーブ・ガードナーの舞台『A Thousand Clowns』                                                                 |        |
| 1966年 （第39回）                                                                 |                                                                                    | |        |
| わが命つきるとも                                                                  | ロバート・ボルト                                                                   | ロバート・ボルトの舞台『すべての季節の男』                                                                    |        |
| アルフィー                                                                        | ビル・ノートン                                                                     | ビル・ノートンに舞台『Alfie』                                                                                 |        |
| プロフェッショナル                                                                | リチャード・ブルックス                                                             | フランク・オロークの小説『A Mule for the Marquesa』                                                           |        |
| アメリカ上陸作戦                                                                  | ウィリアム・ローズ                                                                 | ナサニエル・ベンチリーの小説『Off-Islanders』                                                                 |        |
| ヴァージニア・ウルフなんかこわくない                                              | アーネスト・レーマン                                                               | エドワード・オールビーの舞台『ヴァージニア・ウルフなんかこわくない』                                          |        |
| 1967年 （第40回）                                                                 |                                                                                    | |        |
| 夜の大捜査線                                                                      | スターリング・シリファント                                                         | ジョン・ボールの小説『夜の熱気の中で』                                                                        |        |
| 暴力脱獄                                                                          | ドン・ピアース フランク・ピアソン                                                  | ドン・ピアースの小説『クール・ハンド・ルーク』                                                                |        |
| 卒業                                                                              | バック・ヘンリー カルダー・ウィリンガム                                            | チャールズ・ウェッブの小説『卒業』                                                                            |        |
| 冷血                                                                              | リチャード・ブルックス                                                             | トルーマン・カポーティの小説『冷血』                                                                          |        |
| ユリシーズ                                                                        | ジョセフ・ストリック フレッド・ヘインズ                                            | ジェイムズ・ジョイスの小説『ユリシーズ』                                                                      |        |
| 1968年 （第41回）                                                                 |                                                                                    | |        |
| 冬のライオン                                                                      | ジェームズ・ゴールドマン                                                           | ジェームズ・ゴールドマンの舞台『冬のライオン』                                                                |        |
| おかしな二人                                                                      | ニール・サイモン                                                                   | ニール・サイモンの舞台『おかしな二人』                                                                        |        |
| オリバー!                                                                         | ヴァーノン・ハリス                                                                 | ライオネル・バート台本のミュージカル『オリバー!』 チャールズ・ディケンズの小説『オリバー・ツイスト』          |        |
| レーチェル レーチェル                                                             | スチュワート・スターン                                                             | マーガレット・ローレンスの小説『A Jest of God』                                                               |        |
| ローズマリーの赤ちゃん                                                            | ロマン・ポランスキー                                                               | アイラ・レヴィンの小説『ローズマリーの赤ちゃん』                                                              |        |
| 1969年 （第42回）                                                                 |                                                                                    | |        |
| 真夜中のカーボーイ                                                                | ウォルド・ソルト                                                                   | ジェームズ・レオ・ハーリヒーの小説『真夜中のカウボーイ』                                                      |        |
| 1000日のアン                                                                      | ブリジット・ボランド（脚本） ジョン・ヘイル（脚本） リチャード・ソコロヴ（脚色）   | マクスウェル・アンダーソンの戯曲『Anne of the Thousand Days』                                                 |        |
| さよならコロンバス                                                                | アーノルド・シュルマン                                                             | フィリップ・ロスの小説『さよならコロンバス』                                                                  |        |
| ひとりぼっちの青春                                                                | ジェームズ・ポー ロバート・E・トンプソン                                           | ホレス・マッコイの小説『彼らは廃馬を撃つ』                                                                    |        |
| Z                                                                                 | ホルヘ・センプルン コスタ＝ガヴラス                                                | ヴァシリ・ヴァシリコスの小説『Z』                                                                             |        |

### 1970年代
| 年                                  | 作品名                                                                          | 脚本家                                                                                             | 脚色元 |
| ----------------------------------- | ------------------------------------------------------------------------------- | -------------------------------------------------------------------------------------------------- | ------ |
| 1970年 （第43回）                   |                                                                                 | |        |
| M★A★S★H マッシュ                    | リング・ラードナー・ジュニア                                                    | リチャード・フッカーの小説『マッシュ』                                                             |        |
| 大空港                              | ジョージ・シートン                                                              | アーサー・ヘイリーの小説『大空港』                                                                 |        |
| 父の肖像                            | ロバート・アンダーソン                                                          | ロバート・アンダーソンの舞台『I Never Sang for My Father』                                         |        |
| ふたりの誓い                        | レニー・テイラー ジョセフ・ボローニャ デヴィッド・ツェラグ・グッドマン          | レニー・テイラー ジョセフ・ボローニャ『Lovers and Other Strangers』                                |        |
| 恋する女たち                        | ラリー・クレイマー                                                              | デーヴィッド・ハーバート・ローレンスの小説『恋する女たち』                                         |        |
| 1971年 （第44回）                   |                                                                                 | |        |
| フレンチ・コネクション              | アーネスト・タイディマン                                                        | ロビン・ムーアの書籍『フレンチ・コネクション』                                                     |        |
| 時計じかけのオレンジ                | スタンリー・キューブリック                                                      | アンソニー・バージェスの小説『時計じかけのオレンジ』                                               |        |
| 暗殺の森                            | ベルナルド・ベルトルッチ                                                        | アルベルト・モラヴィアの小説『孤独な青年』                                                         |        |
| 悲しみの青春                        | ヴィットリオ・ボニチェリ ウーゴ・ピロ                                           | ジョルジョ・バッサーニの小説『The Garden of the Finzi-Continis』                                   |        |
| ラスト・ショー                      | ラリー・マクマートリー ピーター・ボグダノヴィッチ                               | ラリー・マクマートリーの小説『ラスト・ショー』                                                     |        |
| 1972年 （第45回）                   |                                                                                 | |        |
| ゴッドファーザー                    | マリオ・プーゾ フランシス・フォード・コッポラ                                   | マリオ・プーゾの小説『ゴッドファーザー』                                                           |        |
| キャバレー                          | ジェイ・プレッソン・アレン                                                      | ジョー・マステロフ台本のミュージカル『ミュージカル』                                               |        |
| 移民者たち                          | ベント・フォルスランド ヤン・トロエル                                           | ヴィルヘルム・モーベルイの小説『The Emigrants』 ヴィルヘルム・モーベルイの小説『Unto a Good Land』 |        |
| おかしな結婚                        | ジュリアス・J・エプスタイン                                                     | ピーター・デ・ヴリーズのストーリー『Witch's Milk』                                                 |        |
| サウンダー                          | ロン・エルダー三世                                                              | ウィリアム・H・アームストロングの小説『ほえろサウンダー』                                          |        |
| 1973年 （第46回）                   |                                                                                 | |        |
| エクソシスト                        | ウィリアム・ピーター・ブラッティ                                                | ウィリアム・ピーター・ブラッティの小説『エクソシスト』                                             |        |
| さらば冬のかもめ                    | ロバート・タウン                                                                | ダリル・ポニクサンの小説『The Last Detail』                                                        |        |
| ペーパーチェイス                    | ジェームズ・ブリッジス                                                          | ジョン・ジェイ・オズボーン・Jrの小説『ペーパーチェイス』                                           |        |
| ペーパー・ムーン                    | アルヴィン・サージェント                                                        | ジョー・デヴィッド・ブラウンの小説『ペーパームーン』                                               |        |
| セルピコ                            | ウォルド・ソルト ノーマン・ウェクスラー                                         | ピーター・マーズの書籍『セルピコ』                                                                 |        |
| 1974年 （第47回）                   |                                                                                 | |        |
| ゴッドファーザー PART II            | フランシス・フォード・コッポラ マリオ・プーゾ                                   | マリオ・プーゾの小説『ゴッドファーザー』                                                           |        |
| The Apprenticeship of Duddy Kravitz | ライオネル・チェトウィンド（脚色） モルデカイ・リッチラー（小説）               | モーデカイ・リッチラーの書籍『The Apprenticeship of Duddy Kravitz』                                |        |
| レニー・ブルース                    | ジュリアン・バリー                                                              | ジュリアン・バリーの舞台『Lenny』                                                                  |        |
| オリエント急行殺人事件              | ポール・デーン                                                                  | アガサ・クリスティの小説『オリエント急行殺人事件』                                                 |        |
| ヤング・フランケンシュタイン        | ジーン・ワイルダー メル・ブルックス                                             | メアリー・シェリーの小説『フランケンシュタイン』                                                   |        |
| 1975年 （第48回）                   |                                                                                 | |        |
| カッコーの巣の上で                  | ローレンス・ホーベン ボー・ゴールドマン                                         | ケン・キージーの小説『カッコーの巣の上で』                                                         |        |
| バリー・リンドン                    | スタンリー・キューブリック                                                      | ウィリアム・メイクピース・サッカレーの小説『The Memoirs of Barry Lyndon, Esq.』                    |        |
| 王になろうとした男                  | ジョン・ヒューストン グラディス・ヒル                                           | ラドヤード・キップリングの小説『王になろうとした男』                                               |        |
| 女の香り                            | ルッジェーロ・マッカリ ディーノ・リージ                                         | ジョヴァンニ・アルピーノの小説『Il buio e il mare』                                                |        |
| サンシャイン・ボーイズ              | ニール・サイモン                                                                | ニール・サイモンの舞台『サンシャイン・ボーイズ』                                                   |        |
| 1976年 （第49回）                   |                                                                                 | |        |
| 大統領の陰謀                        | ウィリアム・ゴールドマン                                                        | カール・バーンスタイン、ボブ・ウッドワードの書籍『大統領の陰謀 ニクソンを追いつめた300日』         |        |
| ウディ・ガスリー/わが心のふるさと   | ロバート・ゲッチェル                                                            | ウディ・ガスリーの書籍『Bound for Glory』                                                          |        |
| カサノバ                            | フェデリコ・フェリーニ ベルナルディーノ・ザッポーニ                             | ジャコモ・カサノヴァの自伝『我が生涯の物語』                                                       |        |
| シャーロック・ホームズの素敵な挑戦  | ニコラス・メイヤー                                                              | ニコラス・メイヤーの小説『The Seven-Per-Cent Solution』                                            |        |
| さすらいの航海                      | デヴィッド・バトラー スティーヴ・シェイガン                                     | ゴードン・トーマス、共著: マックス・モーガン＝ウィッツの書籍『絶望の航海 ナチ・ドイツを逃れて』    |        |
| 1977年 （第50回）                   |                                                                                 | |        |
| ジュリア                            | アルヴィン・サージェント                                                        | リリアン・ヘルマンの書籍『Pentimento』                                                             |        |
| エクウス                            | ピーター・シェーファー                                                          | ピーター・シェーファーの舞台『エクウス』                                                           |        |
| I Never Promised You a Rose Garden  | ギャバン・ランベール ルイス・ジョン・カリーノ                                   | ハナ・グリーンの小説『I Never Promised You a Rose Garden』                                         |        |
| オー!ゴッド                         | ラリー・ゲルバート                                                              | アヴェリー・コーマンの小説『オー、ゴッド』                                                         |        |
| 欲望のあいまいな対象                | ルイス・ブニュエル（シナリオ） ジャン＝クロード・カリエール（コラボレーション） | ピエール・ルイスの小説『女と人形』                                                                 |        |
| 1978年 （第51回）                   |                                                                                 | |        |
| ミッドナイト・エクスプレス          | オリバー・ストーン                                                              | ビリー・ヘイズ、ウィリアム・ホッファーの書籍『ミッドナイト・エクスプレス』                         |        |
| 愛の断層                            | ウォルター・ニューマン                                                          | リチャード・プライスの小説『Bloodbrothers』                                                        |        |
| カリフォルニア・スイート            | ニール・サイモン                                                                | ニール・サイモンの舞台『California Suite』                                                         |        |
| 天国から来たチャンピオン            | エレイン・メイ ウォーレン・ベイティ                                             | ハリー・シーガルの舞台『Heaven Can Wait』                                                          |        |
| セイム・タイム、ネクスト・イヤー    | バーナード・スレード                                                            | バーナード・スレードの舞台『Same Time, Next Year』                                                 |        |
| 1979年 （第52回）                   |                                                                                 | |        |
| クレイマー、クレイマー              | ロバート・ベントン                                                              | アヴェリー・コーマンの小説『クレイマー・クレイマー』                                               |        |
| 地獄の黙示録                        | ジョン・ミリアス フランシス・フォード・コッポラ                                 | ジョゼフ・コンラッドの小説『闇の奥』                                                               |        |
| Mr.レディMr.マダム                  | マルチェロ・ダノン エドゥアール・モリナロ ジャン・ポワレ フランシス・ヴェベール | ジャン・ポワレの舞台『ラ・カージュ・オ・フォール』                                                 |        |
| リトル・ロマンス                    | アラン・バーンズ                                                                | パトリック・コーヴァンの小説『リトル・ロマンス』                                                   |        |
| ノーマ・レイ                        | アーヴィング・ラヴェッチ ハリエット・フランク・Jr                               | ハンク・リーファーマンの書籍『Crystal Lee, a Woman of Inheritance』                                |        |

### 1980年代
| 年                                           | 作品名                                                                                  | 脚本家 | 翻案元 |
| -------------------------------------------- | --------------------------------------------------------------------------------------- | --- | ------ |
| 1980年 （第53回）                            |                                                                                         | |        |
| 普通の人々                                   | アルヴィン・サージェント                                                                | ジュディス・ゲストの小説『アメリカのありふれた朝』 |        |
| 英雄モラント/傷だらけの戦士                  | ジョナサン・ハーディ デヴィッド・スティーヴンス ブルース・ベレスフォード                | ケネス・ロスの舞台『Breaker Morant』 |        |
| 歌え!ロレッタ愛のために                      | トム・リックマン                                                                        | ロレッタ・リン、ジョージ・ベクシーの書籍『Coal Miner's Daughter』 |        |
| エレファント・マン                           | クリストファー・デヴォア エリック・バーグレン デヴィッド・リンチ                        | フレデリック・トリーブスの書籍『The Elephant Man and Other Reminiscences』 アシュリー・モンタギューの書籍『The Elephant Man: A Study in Human Dignity』                         |        |
| スタントマン                                 | ローレンス・B・マーカス（脚本） リチャード・ラッシュ（脚色）                            | ポール・ブローダーの小説『スタントマン』 |        |
| 1981年 （第54回）                            |                                                                                         | |        |
| 黄昏                                         | アーネスト・トンプソン                                                                  | アーネスト・トンプソンの舞台『黄昏』 |        |
| フランス軍中尉の女                           | ハロルド・ピンター                                                                      | ジョン・ファウルズの小説『フランス軍中尉の女』 |        |
| ペニーズ・フロム・ヘブン                     | デニス・ポッター                                                                        | デニス・ポッター脚本のテレビミニシリーズ『Pennies from Heaven』 |        |
| プリンス・オブ・シティ                       | ジェイ・プレッソン・アレン シドニー・ルメット                                           | ロバート・デイリーの書籍『Prince of the City: The True Story of a Cop Who Knew Too Much』                                                                                       |        |
| ラグタイム                                   | マイケル・ウェラー                                                                      | E・L・ドクトロウの小説『ラグタイム』 |        |
| 1982年 （第55回）                            |                                                                                         | |        |
| ミッシング                                   | コスタ＝ガヴラス ドナルド・スチュワート                                                 | トマス・ハウザーの書籍『The Execution of Charles Horman: An American Sacrifice』                                                                                                |        |
| U・ボート                                    | ウォルフガング・ペーターゼン                                                            | ロータル＝ギュンター・ブーフハイムの小説『Uボート』 |        |
| ソフィーの選択                               | アラン・J・パクラ                                                                       | ウィリアム・スタイロンの小説『ソフィーの選択』 |        |
| 評決                                         | デヴィッド・マメット                                                                    | バリー・リードの小説『評決』 |        |
| ビクター/ビクトリア                          | ブレイク・エドワーズ                                                                    | ラインハルト・シュンツェル脚本の映画『カルメン狂想曲』 |        |
| 1983年 （第56回）                            |                                                                                         | |        |
| 愛と追憶の日々                               | ジェームズ・L・ブルックス                                                               | ラリー・マクマートリーの小説『Terms of Endearment』 |        |
| Betrayal                                     | ハロルド・ピンター                                                                      | ハロルド・ピンターの戯曲『背信』 |        |
| ドレッサー                                   | ロナルド・ハーウッド                                                                    | ロナルド・ハーウッドの舞台『ドレッサー』 |        |
| リタと大学教授                               | ウィリー・ラッセル                                                                      | ウィリー・ラッセルの舞台『リタの教育』 |        |
| Reuben, Reuben                               | ジュリアス・J・エプスタイン                                                             | ハーマン・シュムリンの舞台『Spoonford』 |        |
| 1984年 （第57回）                            |                                                                                         | |        |
| アマデウス                                   | ピーター・シェーファー                                                                  | ピーター・シェーファーの舞台『アマデウス』 |        |
| グレイストーク -類人猿の王者- ターザンの伝説 | P・H・ヴァザック マイケル・オースティン                                                 | エドガー・ライス・バローズの小説『類猿人ターザン』 |        |
| キリング・フィールド                         | ブルース・ロビンソン                                                                    | シドニー・シャンバーグの記事『The Death and Life of Dith Pran』 |        |
| インドへの道                                 | デヴィッド・リーン                                                                      | E・M・フォースターの小説『インドへの道』 |        |
| ソルジャー・ストーリー                       | チャールズ・フラー                                                                      | チャールズ・フラーの舞台『A Soldier's Play』 |        |
| 1985年 （第58回）                            |                                                                                         | |        |
| 愛と哀しみの果て                             | カート・リュードック                                                                    | アイザック・ディネーセンの回想録『アフリカの日々』 エロール・トルゼビンスキーの書籍『Silence Will Speak』 ジュディス・サーマンの書籍『Isak Dinesen: The Life of a Storyteller』 |        |
| カラーパープル                               | メノ・メイエス                                                                          | アリス・ウォーカーの小説『カラーパープル』 |        |
| 蜘蛛女のキス                                 | レナード・シュレイダー                                                                  | マヌエル・プイグの小説『蜘蛛女のキス』 |        |
| 女と男の名誉                                 | リチャード・コンドン ジャネット・ローチ                                                 | リチャード・コンドンの小説『Prizzi's Honor』 |        |
| バウンティフルへの旅                         | ホートン・フート                                                                        | ホートン・フート脚本のテレビ番組『The Trip to Bountiful』 |        |
| 1986年 （第59回）                            |                                                                                         | |        |
| 眺めのいい部屋                               | ルース・プラワー・ジャブヴァーラ                                                        | E・M・フォースターの小説『眺めのいい部屋』 |        |
| 愛は静けさの中に                             | ヘスパー・アンダーソン マーク・メドフ                                                   | マーク・メドフの舞台『小さき神の子ら』 |        |
| ハスラー2                                    | リチャード・プライス                                                                    | ウォルター・テヴィスの小説『ハスラー2』 |        |
| ロンリー・ハート                             | ベス・ヘンリー                                                                          | ベス・ヘンリーの舞台『心で犯す罪』 |        |
| スタンド・バイ・ミー                         | レイノルド・ギデオン ブルース・A・エヴァンス                                            | スティーヴン・キングの短編小説『スタンド・バイ・ミー』 |        |
| 1987年 （第60回）                            |                                                                                         | |        |
| ラストエンペラー                             | ベルナルド・ベルトルッチ マーク・ペプロー                                               | 愛新覚羅溥儀の自伝『わが半生 - 「満州国」皇帝の自伝』 |        |
| ザ・デッド/「ダブリン市民」より              | トニー・ヒューストン                                                                    | ジェイムズ・ジョイスの短編小説『死者たち』 |        |
| 危険な情事                                   | ジェームズ・ディアデン                                                                  | ジェームズ・ディアデン脚本のテレビ番組『Diversion』 |        |
| フルメタル・ジャケット                       | グスタフ・ハスフォード マイケル・ハー スタンリー・キューブリック                        | グスタフ・ハスフォードの小説『フルメタル・ジャケット』 |        |
| マイライフ・アズ・ア・ドッグ                 | ブラッセ・ブレンストレム ペール・ベルイルンド ラッセ・ハルストレム レイダル・イェンソン | レイダル・イェンソンの小説『マイ・ライフ・アズ・ア・ドッグ』 |        |
| 1988年 （第61回）                            |                                                                                         | |        |
| 危険な関係                                   | クリストファー・ハンプトン                                                              | ピエール・ショデルロ・ド・ラクロの同名小説を原作としたクリストファー・ハンプトンの舞台『危険な関係』                                                                            |        |
| 偶然の旅行者                                 | フランク・ガラティ ローレンス・カスダン                                                 | アン・タイラーの小説『アクシデンタル・ツーリスト』 |        |
| 愛は霧のかなたに                             | アンナ・ハミルトン＝フェラン（原案/脚本） タブ・マーフィー（原案）                      | ハロルド・T・P・ヘイズの記事 |        |
| Little Dorrit                                | クリスティーン・エドザード                                                              | チャールズ・ディケンズの小説『リトル・ドリット』 |        |
| 存在の耐えられない軽さ                       | ジャン＝クロード・カリエール フィリップ・カウフマン                                     | ミラン・クンデラの小説『存在の耐えられない軽さ』 |        |
| 1989年 （第62回）                            |                                                                                         | |        |
| ドライビング Miss デイジー                   | アルフレッド・ウーリー                                                                  | アルフレッド・ウーリーの舞台『ドライビング Miss デイジー』 |        |
| 7月4日に生まれて                             | ロン・コーヴィック オリバー・ストーン                                                   | ロン・コーヴィックの書籍『Born on the Fourth of July』 |        |
| 敵、ある愛の物語                             | ポール・マザースキー ロジャー・L・サイモン                                              | アイザック・バシェヴィス・シンガーの小説『敵、ある愛の物語』 |        |
| フィールド・オブ・ドリームス                 | フィル・アルデン・ロビンソン                                                            | W・P・キンセラの小説『シューレス・ジョー』 |        |
| マイ・レフトフット                           | シェーン・コノートン ジム・シェリダン                                                   | クリスティ・ブラウンの書籍『マイ・レフトフット クリスティ・ブラウン物語』 |        |

### 1990年代
| 年                                         | 作品名 | 脚本家 | 脚色元 |
| ------------------------------------------ | --- | --- | ------ |
| 1990年 （第63回）                          | | |        |
| ダンス・ウィズ・ウルブズ                   | マイケル・ブレイク | マイケル・ブレイクの小説『ダンス・ウィズ・ウルヴズ』                                                             |        |
| レナードの朝                               | スティーヴン・ザイリアン | オリバー・サックスの書籍『レナードの朝』                                                                         |        |
| グッドフェローズ                           | ニコラス・ピレッジ マーティン・スコセッシ | ニコラス・ピレッジの書籍『ワイズガイズ わが憧れのマフィア人生』                                                  |        |
| グリフターズ/詐欺師たち                    | ドナルド・E・ウェストレイク | ジム・トンプスンの小説『グリフターズ』                                                                           |        |
| 運命の逆転                                 | ニコラス・カザン | アラン・ダーショウィッツの書籍『Reversal of Fortune: Inside the von Bülow Case』                                 |        |
| 1991年 （第64回）                          | | |        |
| 羊たちの沈黙                               | テッド・タリー | トマス・ハリスの小説『羊たちの沈黙』                                                                             |        |
| 僕を愛したふたつの国/ヨーロッパ ヨーロッパ | アニエスカ・ホランド | ソロモン・ペレルの書籍『I Was Hitler Youth Salomon』                                                             |        |
| フライド・グリーン・トマト                 | ファニー・フラッグ キャロル・ソビエスキー（死後のノミネート） | ファニー・フラッグの小説『フライド・グリーン・トマト』                                                           |        |
| JFK                                        | オリバー・ストーン ザカリー・スクラー | ジム・マースの書籍『Crossfire: The Plot That Killed Kennedy』 ジム・ギャリソンの書籍『JFK ケネディ暗殺犯を追え』 |        |
| サウス・キャロライナ/愛と追憶の彼方        | パット・コンロイ ベッキー・ジョンストン | パット・コンロイの小説『潮流の王者』                                                                             |        |
| 1992年 （第65回）                          | | |        |
| ハワーズ・エンド                           | ルース・プラワー・ジャブヴァーラ | E・M・フォースターの小説『ハワーズ・エンド』                                                                     |        |
| 魅せられて四月                             | ピーター・バーンズ | エリザベス・フォン・アーニムの小説『魅せられて四月』                                                             |        |
| ザ・プレイヤー                             | マイケル・トルキン | マイケル・トルキンの小説『The Player』                                                                           |        |
| リバー・ランズ・スルー・イット             | リチャード・フリーデンバーグ | ノーマン・マクリーンの短篇小説『マクリーンの川』                                                                 |        |
| セント・オブ・ウーマン/夢の香り            | ボー・ゴールドマン | ジョヴァンニ・アルピーノの小説『闇と蜂蜜』 ルッジェーロ・マッカリ、ディーノ・リージ脚本の映画『女の香り』        |        |
| 1993年 （第66回）                          | | |        |
| シンドラーのリスト                         | スティーヴン・ザイリアン | トマス・キニーリーの小説『シンドラーズ・リスト 1200人のユダヤ人を救ったドイツ人』                                |        |
| エイジ・オブ・イノセンス/汚れなき情事      | ジェイ・コックス マーティン・スコセッシ | イーディス・ウォートンの小説『無垢の時代』                                                                       |        |
| 父の祈りを                                 | テリー・ジョージ ジム・シェリダン | ジェリー・コンロンの書籍『Proved Innocent』                                                                      |        |
| 日の名残り                                 | ルース・プラワー・ジャブヴァーラ | カズオ・イシグロの小説『日の名残り』                                                                             |        |
| 永遠の愛に生きて                           | ウィリアム・ニコルソン | ウィリアム・ニコルソンの舞台『シャドーランズ』                                                                   |        |
| 1994年 （第67回）                          | | |        |
| フォレスト・ガンプ/一期一会                | エリック・ロス | ウィンストン・グルームの小説『フォレスト・ガンプ』                                                               |        |
| 英国万歳!                                  | アラン・ベネット | アラン・ベネットの舞台『The Madness of George III』                                                              |        |
| ノーバディーズ・フール                     | ロバート・ベントン | リチャード・ルッソの小説『ノーバディーズ・フール』                                                               |        |
| クイズ・ショウ                             | ポール・アタナシオ | リチャード・N・グッドウィンの書籍『クイズ・ショウ -60年代アメリカ衝撃の真実』                                    |        |
| ショーシャンクの空に                       | フランク・ダラボン | スティーヴン・キングの短編小説『刑務所のリタ・ヘイワース』                                                       |        |
| 1995年 （第68回）                          | | |        |
| いつか晴れた日に                           | エマ・トンプソン | ジェーン・オースティンの小説『分別と多感』                                                                       |        |
| アポロ13                                   | ウィリアム・ブロイルス・Jr アル・レイナート | ジム・ラヴェル、ジェフリー・クルーガーの書籍『アポロ13』                                                         |        |
| ベイブ                                     | ジョージ・ミラー クリス・ヌーナン | ディック・キング＝スミスの小説『子ブタシープピッグ』                                                             |        |
| リービング・ラスベガス                     | マイク・フィギス | ジョン・オブライエンの小説『リービング・ラスベガス』                                                             |        |
| イル・ポスティーノ                         | アンナ・パヴィニャーノ（脚本） マイケル・ラドフォード（脚本家） フリオ・スカルペッリ（原案/脚本） ジャコモ・スカルペッリ（原案/脚本） マッシモ・トロイージ（脚本）（死後のノミネート） | アントニオ・スカルメタの小説『イル・ポスティーノ』                                                               |        |
| 1996年 （第69回）                          | | |        |
| スリング・ブレイド                         | ビリー・ボブ・ソーントン | ビリー・ボブ・ソーントン脚本の短篇映画『Some Folks Call It a Sling Blade』                                       |        |
| クルーシブル                               | アーサー・ミラー | アーサー・ミラーの舞台『るつぼ』                                                                                 |        |
| イングリッシュ・ペイシェント               | アンソニー・ミンゲラ | マイケル・オンダーチェの小説『イギリス人の患者』                                                                 |        |
| ハムレット                                 | ケネス・ブラナー | ウィリアム・シェイクスピアの舞台『ハムレット』                                                                   |        |
| トレインスポッティング                     | ジョン・ホッジ | アーヴィン・ウェルシュ『トレインスポッティング』                                                                 |        |
| 1997年 （第70回）                          | | |        |
| L.A.コンフィデンシャル                     | カーティス・ハンソン ブライアン・ヘルゲランド | ジェイムズ・エルロイの小説『L.A.コンフィデンシャル』                                                             |        |
| フェイク                                   | ポール・アタナシオ | ジョセフ・D・ピストーネ、リチャード・ウッドレイの書籍『Donnie Brasco: My Undercover Life in the Mafia』          |        |
| スウィート ヒアアフター                    | アトム・エゴヤン | ラッセル・バンクスの小説『この世を離れて』                                                                       |        |
| ウワサの真相/ワグ・ザ・ドッグ              | ヒラリー・ヘンキン デヴィッド・マメット | ラリー・バインハートの小説『American Hero』                                                                      |        |
| 鳩の翼                                     | ホセイン・アミニ | ヘンリー・ジェイムズの小説『鳩の翼』                                                                             |        |
| 1998年 （第71回）                          | | |        |
| ゴッド・アンド・モンスター                 | ビル・コンドン | クリストファー・ブラムの小説『Father of Frankenstein』                                                           |        |
| アウト・オブ・サイト                       | スコット・フランク | エルモア・レナードの小説『アウト・オブ・サイト』                                                                 |        |
| パーフェクト・カップル                     | エレイン・メイ | ジョー・クラインの小説『Primary Colors』                                                                         |        |
| シンプル・プラン                           | スコット・スミス | スコット・スミスの小説『シンプル・プラン』                                                                       |        |
| シン・レッド・ライン                       | テレンス・マリック | ジェームズ・ジョーンズの小説『シン・レッド・ライン』                                                             |        |
| 1999年 （第72回）                          | | |        |
| サイダーハウス・ルール                     | ジョン・アーヴィング | ジョン・アーヴィングの小説『サイダーハウス・ルール』                                                             |        |
| ハイスクール白書 優等生ギャルに気をつけろ! | アレクサンダー・ペイン ジム・テイラー | トム・ペロッタの小説『Election』                                                                                 |        |
| グリーンマイル                             | フランク・ダラボン | スティーヴン・キングの小説『グリーンマイル』                                                                     |        |
| インサイダー                               | マイケル・マン エリック・ロス | マリー・ブレナーの記事『The Man Who Knew Too Much』                                                              |        |
| リプリー                                   | アンソニー・ミンゲラ | パトリシア・ハイスミスの小説『太陽がいっぱい』                                                                   |        |

### 2000年代
| 年                                                        | 作品名 | 脚本家 | 脚色元 |
| --------------------------------------------------------- | --- | --- | ------ |
| 2000年 （第73回）                                         | | |        |
| トラフィック                                              | スティーヴン・ギャガン | サイモン・ムーア (作家)のテレビ脚本『Traffik』                                                                                |        |
| ショコラ                                                  | ロバート・ネルソン・ジェイコブス | ジョアンヌ・ハリスの小説『ショコラ』                                                                                          |        |
| グリーン・デスティニー                                    | ワン・ホエリン ジェームズ・シェイマス ツァイ・クォジュン | ワン・ドウルーの小説『臥虎蔵龍』                                                                                              |        |
| オー・ブラザー!                                           | ジョエル・コーエン イーサン・コーエン | ホメーロスの叙事詩『オデュッセイア』                                                                                          |        |
| ワンダー・ボーイズ                                        | スティーヴ・クローヴス | マイケル・シェイボンの書籍『ワンダー・ボーイズ』                                                                              |        |
| 2001年 （第74回）                                         | | |        |
| ビューティフル・マインド                                  | アキヴァ・ゴールズマン | シルヴィア・ネイサーの書籍『A Beautiful Mind』                                                                                |        |
| ゴーストワールド                                          | ダニエル・クロウズ テリー・ツワイゴフ | ダニエル・クロウズのグラフィックノベル『ゴーストワールド』                                                                    |        |
| イン・ザ・ベッドルーム                                    | トッド・フィールド ロバート・フェスティンガー | アンドレ・デュバスの短篇小説『Killings』                                                                                      |        |
| ロード・オブ・ザ・リング                                  | フラン・ウォルシュ フィリッパ・ボウエン ピーター・ジャクソン                                                                                                | J・R・R・トールキンの小説『旅の仲間』                                                                                         |        |
| シュレック                                                | テッド・エリオット テリー・ロッシオ ジョー・スティルマン ロジャー・S・H・シュルマン                                                                         | ウィリアム・スタイグの絵本『みにくいシュレック』                                                                              |        |
| 2002年 （第75回）                                         | | |        |
| 戦場のピアニスト                                          | ロナルド・ハーウッド | ウワディスワフ・シュピルマンの書籍『戦場のピアニスト』                                                                        |        |
| アバウト・ア・ボーイ                                      | ピーター・ヘッジズ クリス・ワイツ ポール・ワイツ | ニック・ホーンビィの小説『アバウト・ア・ボーイ』                                                                              |        |
| アダプテーション                                          | チャーリー・カウフマン ドナルド・カウフマン | スーザン・オーリアンの書籍『蘭に魅せられた男 驚くべき蘭コレクターの世界』                                                     |        |
| シカゴ                                                    | ビル・コンドン | ボブ・フォッシー、フレッド・エッブ台本のミュージカル劇『シカゴ』                                                              |        |
| めぐりあう時間たち                                        | デヴィッド・ヘアー | マイケル・カニンガムの小説『めぐりあう時間たち 三人のダロウェイ夫人』                                                         |        |
| 2003年 （第76回）                                         | | |        |
| ロード・オブ・ザ・リング/王の帰還                         | フラン・ウォルシュ フィリッパ・ボウエン ピーター・ジャクソン                                                                                                | J・R・R・トールキンの小説『王の帰還』                                                                                         |        |
| アメリカン・スプレンダー                                  | シャリ・スプリンガー・バーマン ロバート・プルチーニ | ハーヴィー・ピーカーのコミックシリーズ『アメリカン・スプレンダー』 ジョイス・ブラブナーのコミックシリーズ『Our Cancer Year』  |        |
| シティ・オブ・ゴッド                                      | ブラウリオ・マントヴァーニ | パウロ・リンスの小説『City of God』                                                                                           |        |
| ミスティック・リバー                                      | ブライアン・ヘルゲランド | デニス・ルヘインの小説『ミスティック・リバー』                                                                                |        |
| シービスケット                                            | ゲイリー・ロス | ローラ・ヒレンブランドの書籍『シービスケット あるアメリカ競走馬の伝説』                                                       |        |
| 2004年 （第77回）                                         | | |        |
| サイドウェイ                                              | アレクサンダー・ペイン ジム・テイラー | レックス・ピケットの小説『サイドウェイ』                                                                                      |        |
| ビフォア・サンセット                                      | リチャード・リンクレイター（原案/脚本） キム・クリザン（原案） ジュリー・デルピー（脚本） イーサン・ホーク（脚本）                                          | リチャード・リンクレイター、キム・クリザン脚本の映画『恋人までの距離』のキャラクター                                          |        |
| ネバーランド                                              | デヴィッド・マギー | アラン・ニーの舞台『The Man Who Was Peter Pan』                                                                               |        |
| ミリオンダラー・ベイビー                                  | ポール・ハギス | F・X・トゥールの書籍『テン・カウント』                                                                                        |        |
| モーターサイクル・ダイアリーズ                            | ホセ・リベーラ | アルベルト・グラナードの書籍『Con el Che por America Latina』 チェ・ゲバラの書籍『チェ・ゲバラ モーターサイクル南米旅行日記』 |        |
| 2005年 （第78回）                                         | | |        |
| ブロークバック・マウンテン                                | ラリー・マクマートリー ダイアナ・オサナ | E・アニー・プルーの短篇小説『ブロークバック・マウンテン』                                                                     |        |
| カポーティ                                                | ダン・フッターマン | ジェラルド・クラークの書籍『カポーティ』                                                                                      |        |
| ナイロビの蜂                                              | ジェフリー・ケイン | ジョン・ル・カレの小説『ナイロビの蜂』                                                                                        |        |
| ヒストリー・オブ・バイオレンス                            | ジョシュ・オルソン | ジョン・ワグナーとヴィンス・ロックのグラフィックノベル『ヒストリー・オブ・バイオレンス』                                      |        |
| ミュンヘン                                                | トニー・クシュナー エリック・ロス | ジョージ・ジョナスの書籍『標的は11人 モサド暗殺チームの記録』                                                                 |        |
| 2006年 （第79回）                                         | | |        |
| ディパーテッド                                            | ウィリアム・モナハン | アラン・マック、フェリックス・チョン脚本の映画『インファナル・アフェア』                                                      |        |
| ボラット 栄光ナル国家カザフスタンのためのアメリカ文化学習 | サシャ・バロン・コーエン（原案/脚本） ピーター・ベイナム（原案/脚本） アンソニー・ハインズ（原案/脚本） ダン・メイザー（脚本） トッド・フィリップス（原案） | サシャ・バロン・コーエン企画のテレビシリーズ『Da Ali G Show』のキャラクターボラット・サグディエフ                             |        |
| トゥモロー・ワールド                                      | アルフォンソ・キュアロン ティモシー・J・セクストン デヴィッド・アラタ マーク・ファーガス ホーク・オストビー                                                 | P・D・ジェイムズの小説『人類の子供たち』                                                                                      |        |
| リトル・チルドレン                                        | トッド・フィールド トム・ペロッタ | トム・ペロッタの小説『リトル・チルドレン』                                                                                    |        |
| あるスキャンダルの覚え書き                                | パトリック・マーバー | ゾーイ・ヘラーの小説『あるスキャンダルについての覚え書き』                                                                    |        |
| 2007年 （第80回）                                         | | |        |
| ノーカントリー                                            | ジョエル・コーエン イーサン・コーエン | コーマック・マッカーシーの小説『血と暴力の国』                                                                                |        |
| つぐない                                                  | クリストファー・ハンプトン | イアン・マキューアンの小説『贖罪』                                                                                            |        |
| アウェイ・フロム・ハー君を想う                            | サラ・ポーリー | アリス・マンローの短編小説『クマが山を越えてきた』                                                                            |        |
| 潜水服は蝶の夢を見る                                      | ロナルド・ハーウッド | ジャン＝ドミニック・ボービーの小説『潜水服は蝶の夢を見る』                                                                    |        |
| ゼア・ウィル・ビー・ブラッド                              | ポール・トーマス・アンダーソン | アプトン・シンクレアの小説『石油!』                                                                                           |        |
| 2008年 （第81回）                                         | | |        |
| スラムドッグ$ミリオネア                                   | サイモン・ボーファイ | ヴィカス・スワラップの小説『ぼくと1ルピーの神様』                                                                             |        |
| ベンジャミン・バトン 数奇な人生                           | エリック・ロス（原案/脚本） ロビン・スウィコード（原案） | F・スコット・フィッツジェラルドの短篇小説『ベンジャミン・バトン 数奇な人生』                                                  |        |
| ダウト〜あるカトリック学校で〜                            | ジョン・パトリック・シャンリィ | ジョン・パトリック・シャンリィの舞台『ダウト 疑いをめぐる寓話』                                                               |        |
| フロスト×ニクソン                                         | ピーター・モーガン | ピーター・モーガンの舞台『フロスト/ニクソン』                                                                                 |        |
| 愛を読むひと                                              | デヴィッド・ヘアー | ベルンハルト・シュリンクの小説『朗読者』                                                                                      |        |
| 2009年 （第82回）                                         | | |        |
| プレシャス                                                | ジェフリー・フレッチャー | サファイアの小説『プッシュ』                                                                                                  |        |
| 第9地区                                                   | ニール・ブロムカンプ テリー・タッチェル | ニール・ブロムカンプ脚本の短篇映画『Alive in Joburg』                                                                         |        |
| 17歳の肖像                                                | ニック・ホーンビィ | リン・バーバーの書籍『An Education』                                                                                          |        |
| In the Loop                                               | サイモン・ブラックウェル ジェシー・アームストロング アーマンド・イアヌッチ トニー・ローチ                                                                   | アーマンド・イアヌッチ企画のテレビシリーズ『The Thick of It』のキャラクター、マルコルム・タッカー                             |        |
| マイレージ、マイライフ                                    | ジェイソン・ライトマン シェルドン・ターナー | ウォルター・カーンの小説『マイレージ、マイライフ』                                                                            |        |

### 2010年代
| 年                                                | 作品名 | 脚本家 | 脚色元 |
| ------------------------------------------------- | --- | --- | ------ |
| 2010年 （第83回）                                 | | |        |
| ソーシャル・ネットワーク                          | アーロン・ソーキン                                                                                              | ベン・メズリックの書籍『facebook 世界最大のSNSでビル・ゲイツに迫る男』 |        |
| 127時間                                           | ダニー・ボイル サイモン・ボーファイ                                                                             | アーロン・ラルストンの書籍『アーロン・ラルストン 奇跡の6日間』 |        |
| トイ・ストーリー3                                 | マイケル・アーント（脚本） ジョン・ラセター（原案） アンドリュー・スタントン（原案） リー・アンクリッチ（原案） | ジョン・ラセター、ピート・ドクター、アンドリュー・スタントン、ジョー・ランフト、ジョス・ウィードン、ジョエル・コーエン、アレック・ソコロウ脚本の映画『トイ・ストーリー』のキャラクター ジョン・ラセター、ピート・ドクター、アッシュ・ブラノン、アンドリュー・スタントン、リタ・シャオ、ダグ・チャンバーリン、クリス・ウェッブ脚本の映画『トイ・ストーリー2』のキャラクター |        |
| トゥルー・グリット                                | ジョエル・コーエン イーサン・コーエン                                                                           | チャールズ・ポーティスの小説『勇気ある追跡』 |        |
| ウィンターズ・ボーン                              | デブラ・グラニック アン・ロゼリーニ                                                                             | ダニエル・ウッドレルの小説『ウィンターズ・ボーン』 |        |
| 2011年 （第84回）                                 | | |        |
| ファミリー・ツリー                                | アレクサンダー・ペイン ナット・ファクソン ジム・ラッシュ                                                        | カウイ・ハート・ヘミングスの小説『ファミリー・ツリー』 |        |
| ヒューゴの不思議な発明                            | ジョン・ローガン                                                                                                | ブライアン・セルズニックの小説『ユゴーの不思議な発明』 |        |
| スーパー・チューズデー 〜正義を売った日〜         | ジョージ・クルーニー グラント・ヘスロヴ ボー・ウィリモン                                                        | ボー・ウィリモンの戯曲『Farragut North』 |        |
| マネーボール                                      | スティーヴン・ザイリアン（脚本） アーロン・ソーキン（脚本） スタン・チャーヴィン（原案）                        | マイケル・ルイスの書籍『マネー・ボール』 |        |
| 裏切りのサーカス                                  | ブリジット・オコナー（死後のノミネート） ピーター・ストローハン                                                 | ジョン・ル・カレの小説『ティンカー、テイラー、ソルジャー、スパイ』 |        |
| 2012年 （第85回）                                 | | |        |
| アルゴ                                            | クリス・テリオ                                                                                                  | アントニオ・J・メンデスの記事『The Master of Disguise』 ジョシュア・バーマンの記事 『The Great Escape』 |        |
| ハッシュパピー 〜バスタブ島の少女〜               | ルーシー・アリバー ベン・ザイトリン                                                                             | ルーシー・アリバー脚本の舞台『Juicy and Delicious』 |        |
| ライフ・オブ・パイ/トラと漂流した227日            | デヴィッド・マギー                                                                                              | ヤン・マーテルの小説『パイの物語』 |        |
| リンカーン                                        | トニー・クシュナー                                                                                              | ドリス・カーンズ・グッドウィンの書籍『リンカン』 |        |
| 世界にひとつのプレイブック                        | デヴィッド・O・ラッセル                                                                                         | マシュー・クイックの小説『世界にひとつのプレイブック』 |        |
| 2013年 （第86回）                                 | | |        |
| それでも夜は明ける                                | ジョン・リドリー                                                                                                | ソロモン・ノーサップの回想録『12イヤーズ・ア・スレーブ』 |        |
| ビフォア・ミッドナイト                            | リチャード・リンクレイター ジュリー・デルピー イーサン・ホーク                                                  | リチャード・リンクレイター、キム・クリザン脚本の映画『恋人までの距離』のキャラクター |        |
| キャプテン・フィリップス                          | ビリー・レイ | リチャード・フィリップスとステファン・タルティの書籍『キャプテンの責務』 |        |
| あなたを抱きしめる日まで                          | スティーヴ・クーガン ジェフ・ポープ                                                                             | マーティン・シックススミスのノンフィクション本『あなたを抱きしめる日まで』 |        |
| ウルフ・オブ・ウォールストリート                  | テレンス・ウィンター                                                                                            | ジョーダン・ベルフォートの回想録『ウォール街狂乱日記 「狼」と呼ばれた私のヤバすぎる人生』 |        |
| 2014年 （第87回）                                 | | |        |
| イミテーション・ゲーム/エニグマと天才数学者の秘密 | グレアム・ムーア                                                                                                | アンドリュー・ホッジスの書籍『エニグマ アラン・チューリング伝』 |        |
| アメリカン・スナイパー                            | ジェイソン・ホール                                                                                              | クリス・カイル、ジム・デフェリス、スコット・マクイーウェンの回想録『ネイビー・シールズ最強の狙撃手』 |        |
| インヒアレント・ヴァイス                          | ポール・トーマス・アンダーソン                                                                                  | トマス・ピンチョンの小説『LAヴァイス』 |        |
| 博士と彼女のセオリー                              | アンソニー・マクカーテン                                                                                        | ジェーン・ホーキングの書籍『無限の宇宙 ホーキング博士とわたしの旅』 |        |
| セッション                                        | デミアン・チャゼル                                                                                              | デミアン・チャゼル脚本の短編映画『Whiplash』 |        |
| 2015年 （第88回）                                 | | |        |
| マネー・ショート 華麗なる大逆転                   | アダム・マッケイ チャールズ・ランドルフ                                                                         | マイケル・ルイスの書籍『世紀の空売り 世界経済の破綻に賭けた男たち』 |        |
| ブルックリン                                      | ニック・ホーンビィ                                                                                              | コルム・トビーンの小説『ブルックリン』 |        |
| キャロル                                          | フィリス・ナジー                                                                                                | パトリシア・ハイスミスの小説『キャロル』 |        |
| オデッセイ                                        | ドリュー・ゴダード                                                                                              | アンディ・ウィアーの小説『火星の人』 |        |
| ルーム                                            | エマ・ドナヒュー                                                                                                | エマ・ドナヒューの小説『部屋』 |        |
| 2016年 （第89回）                                 | | |        |
| ムーンライト                                      | バリー・ジェンキンス タレル・アルヴィン・マクレイニー                                                           | タレル・アルヴィン・マクレイニーの未発表戯曲『In Moonlight Black Boys Look Blue』 |        |
| メッセージ                                        | エリック・ハイセラー                                                                                            | テッド・チャンの短編小説「あなたの人生の物語」 |        |
| フェンス                                          | オーガスト・ウィルソン                                                                                          | オーガスト・ウィルソンの戯曲『フェンス』 |        |
| ドリーム                                          | アリソン・シュローダー セオドア・メルフィ                                                                       | マーゴット・リー・シェッタリーの書籍『ドリーム』 |        |
| LION/ライオン 〜25年目のただいま〜                | ルーク・デイヴィス                                                                                              | サルー・ブライアリーとラリー・バットローズの書籍『25年目の「ただいま」』 |        |
| 2017年 （第90回）                                 | | |        |
| 君の名前で僕を呼んで                              | ジェームズ・アイヴォリー                                                                                        | アンドレ・アシマンの同名小説 |        |
| ディザスター・アーティスト                        | スコット・ノイスタッター マイケル・H・ウェバー                                                                  | グレッグ・セステロとトム・ビゼルの同名書籍 |        |
| LOGAN/ローガン                                    | スコット・フランク ジェームズ・マンゴールド マイケル・グリーン                                                  | コミック『X-メン』とその映画化作品のキャラクター |        |
| モリーズ・ゲーム                                  | アーロン・ソーキン                                                                                              | モリー・ブルームの同名の自伝 |        |
| マッドバウンド 哀しき友情                         | ヴァージル・ウィリアムズ ディー・リース                                                                         | ヒラリー・ジョーダンの同名小説 |        |
| 2018年 （第91回）                                 | | |        |
| ブラック・クランズマン                            | チャーリー・ワクテル デヴィッド・ラビノウィッツ ケヴィン・ウィルモット スパイク・リー                           | ロン・ストールワースの回想録『ブラック・クランズマン』 |        |
| バスターのバラード                                | ジョエル・コーエン イーサン・コーエン                                                                           | ジャック・ロンドンの短編小説『All Gold Canyon』とスチュワート・エドワード・ホワイトの短編小説『The Gal Who Got Rattled』 |        |
| ある女流作家の罪と罰                              | ニコール・ホロフセナー ジェフ・ウィッティー                                                                     | リー・イスラエルの同名回想録 |        |
| ビール・ストリートの恋人たち                      | バリー・ジェンキンス                                                                                            | ジェームズ・ボールドウィンの小説『ビール・ストリートに口あらば』 |        |
| アリー/ スター誕生                                | エリック・ロス ブラッドリー・クーパー ウィル・フェッターズ                                                      | ウィリアム・A・ウェルマン、ロバート・カーソン、ドロシー・パーカー、アラン・キャンベルの同名映画の脚本 |        |
| 2019年 （第92回）                                 | | |        |
| ジョジョ・ラビット                                | タイカ・ワイティティ                                                                                            | クリスティン・ルーネンズの小説『囲われた空: もう一人の〈ジョジョ・ラビット〉』 |        |
| アイリッシュマン                                  | スティーヴン・ゼイリアン                                                                                        | チャールズ・ブラントの書籍『アイリッシュマン』 |        |
| ジョーカー                                        | トッド・フィリップス スコット・シルヴァー                                                                       | ビル・フィンガー、ボブ・ケイン、ジェリー・ロビンソン創作のキャラクター |        |
| ストーリー・オブ・マイライフ/わたしの若草物語     | グレタ・ガーウィグ                                                                                              | ルイーザ・メイ・オルコットの同名小説 |        |
| 2人のローマ教皇                                   | アンソニー・マクカーテン                                                                                        | アンソニー・マクカーテンの戯曲『The Pope』 |        |

### 2020年代
| 年                                                                    | 作品名 | 脚本家 | 脚色元 |
| --------------------------------------------------------------------- | --- | --- | ------ |
| 2020/21年 （第93回）                                                  | | |        |
| ファーザー                                                            | クリストファー・ハンプトン フローリアン・ゼレール | フローリアン・ゼレールの戯曲『Le Père 父』                                                                            |        |
| 続・ボラット 栄光ナル国家だったカザフスタンのためのアメリカ貢ぎ物計画 | サシャ・バロン・コーエン ピーター・ベイナム ジーナ・フリードマン アンソニー・ハインズ リー・カーン ダン・メイザー エリカ・リヴィノジャ ダン・スウィマー ニーナ・ペドラド | サシャ・バロン・コーエンのキャラクター                                                                                |        |
| ノマドランド                                                          | クロエ・ジャオ | ジェシカ・ブルーダーの書籍『ノマド: 漂流する高齢労働者たち』                                                          |        |
| あの夜、マイアミで                                                    | ケンプ・パワーズ | ケンプ・パワーズの同名戯曲                                                                                            |        |
| ザ・ホワイトタイガー                                                  | ラミン・バーラニ | アラヴィンド・アディガの小説『グローバリズム出づる処の殺人者より』                                                    |        |
| 2021年 （第94回）                                                     | | |        |
| コーダ あいのうた                                                     | シアン・ヘダー | ヴィクトリア・ベドス、トマ・ビデガン、スタニスラス・キャレ・ドゥ・マルベリ、エリック・ラルティゴ脚本の映画『エール!』 |        |
| ドライブ・マイ・カー                                                  | 濱口竜介 大江崇允 | 村上春樹の短編小説「ドライブ・マイ・カー」                                                                            |        |
| DUNE/デューン 砂の惑星                                                | ジョン・スペイツ ドゥニ・ヴィルヌーヴ エリック・ロス | フランク・ハーバートの小説『デューン』                                                                                |        |
| ロスト・ドーター                                                      | マギー・ジレンホール | エレナ・フェッランテの小説『La figlia oscura』                                                                        |        |
| パワー・オブ・ザ・ドッグ                                              | ジェーン・カンピオン | トーマス・サヴェージの小説『ザ・パワー・オブ・ザ・ドッグ』                                                            |        |
| 2022年 （第95回）                                                     | | |        |
| ウーマン・トーキング 私たちの選択                                     | サラ・ポーリー | ミリアム・トウズの小説『Women Talking』                                                                               |        |
| 西部戦線異状なし                                                      | エドワード・ベルガー | エーリヒ・マリア・レマルクの小説『西部戦線異状なし』                                                                  |        |
| ナイブズ・アウト: グラス・オニオン                                    | ライアン・ジョンソン | ライアン・ジョンソンのキャラクター創造と映画『ナイブズ・アウト/名探偵と刃の館の秘密』                                 |        |
| 生きる LIVING                                                         | カズオ・イシグロ | 黒澤明、橋本忍、小国英雄によるオリジナル映画脚本『生きる』                                                            |        |
| トップガン マーヴェリック                                             | アーレン・クルーガー エリック・ウォーレン・シンガー クリストファー・マッカリー                                                                                           | ジム・キャッシュ、ジャック・エップス・ジュニアによる映画脚本『トップガン』                                            |        |
| 2023年 （第96回）                                                     | | |        |
| アメリカン・フィクション                                              | コード・ジェファーソン | パーシヴァル・エヴェレットの小説『Erasure』                                                                           |        |
| バービー                                                              | ノア・バームバック | グレタ・ガーウィグ、ノア・バームバックによる映画脚本                                                                  |        |
| オッペンハイマー                                                      | クリストファー・ノーラン | カイ・バードとマーティン・J・シャーウィンの書籍『オッペンハイマー 「原爆の父」と呼ばれた男の栄光と悲劇』              |        |
| 哀れなるものたち                                                      | トニー・マクナマラ | アラスター・グレイの小説『哀れなるものたち』                                                                          |        |
| 関心領域                                                              | ジョナサン・グレイザー | マーティン・エイミスの小説『関心領域』                                                                                |        |
| 2024年 （第97回）                                                     | | |        |
| 教皇選挙                                                              | ピーター・ストローハン | ロバート・ハリスの小説『Conclave』                                                                                    |        |
| 名もなき者/A COMPLETE UNKNOWN                                         | ジェームズ・マンゴールド ジェイ・コックス | イライジャ・ウォルドの書籍『ボブ・ディラン 裏切りの夏』                                                               |        |
| エミリア・ペレス                                                      | ジャック・オーディアール レア・ミシウス ニコラ・リベッキ トマ・ビデガン                                                                                                  | ボリス・ラゾンの小説『Écoute』とジャック・オーディアールの同名オペラ                                                  |        |
| ニッケル・ボーイズ                                                    | ラメル・ロス ジョスリン・バーンズ | コルソン・ホワイトヘッドの小説『ニッケル・ボーイズ』                                                                  |        |
| シンシン/SING SING                                                    | クリント・ベントリー グレッグ・クウェダー | ジョン・H・リチャードソンの小説『The Sing Sing Follies』とブレント・ビューエルの戯曲『Breakin'the Mummy's Code』      |        |

## 記録

### 複数回受賞・ノミネート者
| 受賞回数 | 脚色家                           |
| -------- | -------------------------------- |
| 2        | ロバート・ボルト                 |
| 2        | フランシス・フォード・コッポラ   |
| 2        | クリストファー・ハンプトン       |
| 2        | ルース・プラワー・ジャブヴァーラ |
| 2        | ジョーゼフ・L・マンキーウィッツ  |
| 2        | アレクサンダー・ペイン           |
| 2        | マリオ・プーゾ                   |
| 2        | マイケル・ウィルソン             |
| 2        | アルヴィン・サージェント         |
| 2        | ジョージ・シートン               |

| ノミネート回数 | 脚色家                           |
| -------------- | -------------------------------- |
| 7              | ビリー・ワイルダー               |
| 6              | ジョン・ヒューストン             |
| 6              | エリック・ロス                   |
| 5              | リチャード・ブルックス           |
| 4              | マイケル・ウィルソン             |
| 4              | カール・フォアマン               |
| 4              | アルバート・ハケット             |
| 4              | フランセス・グッドリッチ         |
| 4              | ジュリアス・J・エプスタイン      |
| 4              | スタンリー・キューブリック       |
| 4              | ジョエル・コーエン               |
| 4              | イーサン・コーエン               |
| 4              | スティーヴン・ザイリアン         |
| 3              | ジョーゼフ・L・マンキーウィッツ  |
| 3              | アーネスト・レーマン             |
| 3              | ロバート・ボルト                 |
| 3              | ニール・サイモン                 |
| 3              | フランシス・フォード・コッポラ   |
| 3              | アレクサンダー・ペイン           |
| 3              | ルース・プラワー・ジャブヴァーラ |
| 3              | オリバー・ストーン               |
| 3              | アーロン・ソーキン               |
| 3              | クリストファー・ハンプトン       |

※ フランシス・フォード・コッポラとマリオ・プーゾは『ゴッドファーザー』『ゴッドファーザー PART II』での共同脚本で受賞した。また、コッポラは脚本賞を1回（ノミネート2回）、脚色賞を2回（ノミネート3回）受賞している。
※ マイケル・ウィルソンは1956年に1度ノミネートされた後に投票対象から除外された。

### 最年長・最年少の受賞・ノミネート者
| 記録               | 人物名                          | 映画                   | 年齢 |
| ------------------ | ------------------------------- | ---------------------- | ---- |
| 最年長受賞者       | ジェームズ・アイヴォリー        | 君の名前で僕を呼んで   | 89歳 |
| 最年長ノミネート者 | ジェームズ・アイヴォリー        | 君の名前で僕を呼んで   | 89歳 |
| 最年少受賞者       | チャーリー・ワクテル            | ブラック・クランズマン | 32歳 |
| 最年少ノミネート者 | ジョーゼフ・L・マンキーウィッツ | スキピイ               | 22歳 |

### その他
- ビリー・ワイルダー、チャールズ・ブラケット、パディ・チャイエフスキー、フランシス・フォード・コッポラ、ホートン・フート、ウィリアム・ゴールドマン、ロバート・ベントン、ボー・ゴールドマン、ウォルド・ソルト、コーエン兄弟が脚本賞と脚色賞の両方で受賞している。
- フランシス・マリオン(『ビッグ・ハウス』)はこの部門で女性初の受賞者である。
- フィリップ・G・エプスタインとジュリアス・J・エプスタイン(『カサブランカ』)はこの部門初の兄弟受賞者であり、その他、ジェームズ・ゴールドマン（英語版）(『冬のライオン』)とウィリアム・ゴールドマン(『明日に向って撃て!』『大統領の陰謀』)が別々の映画で受賞し、ジョエル・コーエンとイーサン・コーエン(『ノーカントリー』)が兄弟で受賞している。
- マリオ・プーゾ(『ゴッドファーザー』『ゴッドファーザー PART II』)とE・M・フォースター(『眺めのいい部屋』『ハワーズ・エンド』)は自著が映画化され2度の受賞に至った作家である。
- ラリー・マクマートリーは唯一、他人の作品を脚色して受賞(『ブロークバック・マウンテン』)し、自著を他人が脚色して受賞(『愛と追憶の日々』)した人物である。
- ウィリアム・モナハン(『ディパーテッド』)とシアン・ヘダー(『コーダ あいのうた』)は既存の長編映画を脚色のクレジットとして使用してこの賞を獲得している。
- ピーター・ジャクソンとフラン・ウォルシュ(『ロード・オブ・ザ・リング/王の帰還』)は唯一の夫婦で受賞している。
- アフリカ系アメリカ人初の受賞者はジェフリー・S・フレッチャー（英語版）(『プレシャス』)であり、脚本部門で受賞した最初のアフリカ系アメリカ人でもある。また、マオリ族としての初の受賞者はタイカ・ワイティティ(『ジョジョ・ラビット』)である。
- エマ・トンプソン(『いつか晴れた日に』で脚色賞を受賞)は唯一、演技部門と脚本部門の双方を受賞している。また、脚色賞を受賞しているビリー・ボブ・ソーントン(『スリング・ブレイド』で脚色賞を受賞)とジョン・ヒューストン(『黄金』で脚色賞を受賞)は演技部門にもノミネートされたが、受賞はしていない。
- チャールズ・シュニー（英語版）(『悪人と美女』)、ビリー・ボブ・ソーントン(『スリング・ブレイド』)、ビル・コンドン(『ゴッド・アンド・モンスター』)の3名は作品が作品賞にノミネートされていない受賞者である。
- アニメ映画でノミネートされているのは『シュレック』(テッド・エリオット、テリー・ロッシオ、ジョー・スティルマン（英語版）、ロジャー・S・H・シュルマン（英語版）)、『トイ・ストーリー3』(マイケル・アーント、ジョン・ラセター、アンドリュー・スタントン、リー・アンクリッチ)のみである。
- アメコミ映画でノミネートされているのは『LOGAN/ローガン』(スコット・フランク、ジェームズ・マンゴールド、マイケル・グリーン)、『ジョーカー』(トッド・フィリップス、スコット・シルヴァー)のみである。
- 日本人でノミネートされているのは濱口竜介と大江崇允(『ドライブ・マイ・カー』)である。

## 関連
- 編曲-音楽における脚色[3]